# Rally Villa de Llanes de 1993
El Rally Villa de Llanes de 1993, oficialmente 17.º Rally Villa de Llanes, fue la decimoséptima edición y la tercera cita de la temporada 1993 del Campeonato de España de Rally. Fue también puntuable para el Campeonato de Asturias, la Copa Clio, el Desafío Peugeot y la Copa SEAT Marbella. Se celebró del 4 al 5 de junio y contó con un itinerario de dieciséis tramos que sumaban un total de 219 km cronometrados.

## Clasificación final
| Pos. | Piloto                   | Copiloto                     | Automóvil               | Tiempo  | Diferencia |
| ---- | ------------------------ | ---------------------------- | ----------------------- | ------- | ---------- |
| 1.   | Josep María Bardolet     | Joaquim Muntada              | Opel Astra GSi 16V      | 2:50:42 | 0.0        |
| 2.   | Luis Climent             | José Antonio Muñoz           | Opel Astra GSi 16V      | 2:52:14 | +1:32      |
| 3.   | José Piñón               | Fernando López               | Renault Clio 16V        | 2:54:39 | +3:57      |
| 4.   | David Guixeras           | Carlos del Barrio            | Peugeot 309 GTI 16      | 2:58:47 | +8:05      |
| 5.   | Juan Carlos Otamendi     | Manuel A. Colado             | Ford Sierra RS Cosworth | 2:59:48 | +9:06      |
| 6.   | Fernando Glez. Villarías | Luis Alberto Glez. Villarías | Renault Clio 16V        | 3:00:39 | +9:57      |
| 7.   | Miguel Ángel Fuster      | Ángel Candela                | Renault Clio 16V        | 3:01:23 | +10:41     |
| 8.   | Jaime Azcona             | Julius Billmaier             | Peugeot 106 XSi         | 3:04:25 | +13:43     |
| 9.   | Roberto Blach            | José Antonio Gómez           | Peugeot 309 GTI 16      | 3:05:08 | +14:26     |
| 10.  | Ignacio Arrarte          | José Eguibar                 | Renault Clio 16V        | 3:05:09 | +14:27     |